# Josá Tuixent
Josá Tuixent o Josa Tuixent o Josa-Tuixent (oficialmente y en catalán, Josa i Tuixén) es un municipio español perteneciente a la provincia de Lérida, en la comarca del Alto Urgel, Cataluña. Según datos de 2008 su población era de 159 habitantes. La cabecera municipal corresponde a Tuxent o Tuixent, e incluye la entidad descentralizada de Josá del Cadí.

## Historia
Tuxent aparece citado como Tuxen en el acta de consagración de la catedral de Urgel y parece ser que su origen es anterior a la conquista romana. Perteneció al señorío de la Seo hasta el fin del antiguo régimen.
Josá del Cadí también es citado en el acta de consagración como Jausa. Perteneció a la familia Pinós hasta el siglo XVIII cuando pasó a manos de los duques de Alba de Tormes quienes lo mantuvieron hasta el fin de los señoríos.

## Geografía humana

### Demografía
| Gráfica de evolución demográfica de Tuxent entre 1842 y 1970 |
| |
| Población de derecho según los censos de población del INE Población de hecho según los censos de población del INEEntre el censo de 1981 y el anterior, este municipio desaparece porque se agrupa en el municipio 25910 (Josá Tuixent) |

Cuenta con una población de 122 habitantes (INE 2024).
| Gráfica de evolución demográfica de Josa i Tuixén entre 1981 y 2021 |
| |
| Población de derecho según los censos de población del INE Población de hecho según los censos de población del INEEn este censo se denominaba Josá Tuixent: 1981 Entre el censo de 1981 y el anterior, aparece este municipio porque se fusionan los municipios 25116 (Josá del Cadí) y 25236 (Tuxent) |

## Cultura

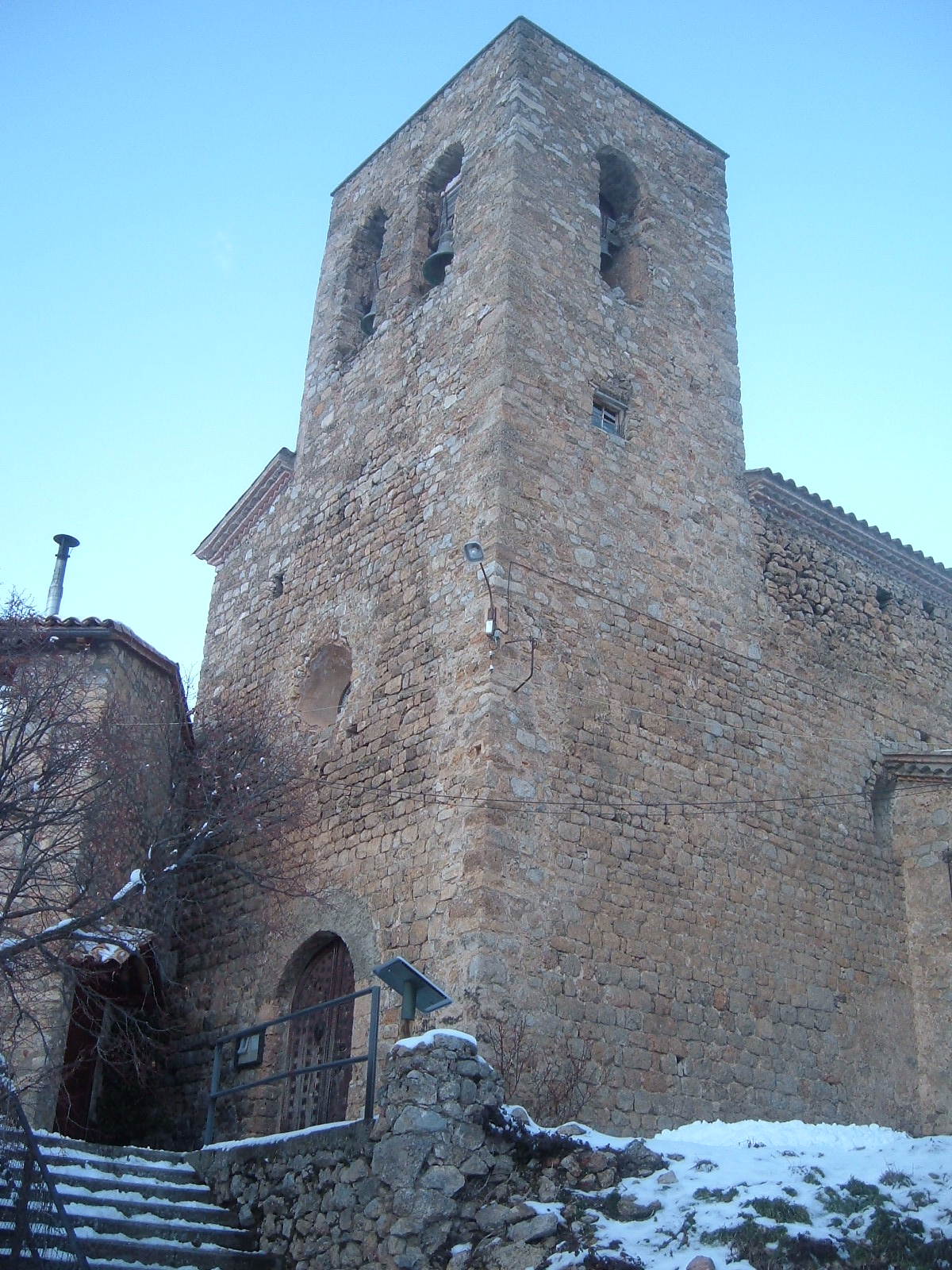
Iglesia parroquial de San Esteban de Tuixent.

La iglesia parroquial de Tuxent está dedicada a San Esteban. Es de origen románico y aunque ha sido modificada en varias ocasiones, aún conserva parte de la bóveda de cañón original. En su interior se conserva una imagen policromada de la Virgen. La imagen es de estilo bizantino y muestra a la Virgen en actitud mayestática. El campanario anexo, de base rectangular, es de construcción posterior. 
La parroquia de Josá del Cadí está dedicada a Santa María y San Bernabé. Es un edificio de una nave con capillas laterales y cubierta con bóveda de cañón. También de origen románico, el templo fue reconstruido en 1846.
Dentro del término municipal se encuentran diversas capillas, todas ellas de origen románico. La de San Jaime de Tuixent es un ejemplo de arquitectura rural del siglo XII. Es de nave única y su cubierta está realizada en madera. Fue reformada en 1983. La capilla de Santa María de Josa es de una nave con ábside sin arquerías. Se cree que su construcción es anterior al siglo XII.
En Tuixent se encuentra el museo de las Trementinaires. El museo está dedicado a mostrar el modo de vida de las trementinaires, mujeres que en el siglo XIX se dedicaban a recorrer los pueblos vendiendo hierbas medicinales. Reciben su nombre de la trementina, uno de los remedios que utilizaban y el que las hizo más populares.
Josa celebra sus fiestas en el mes de septiembre mientras que Tuixent lo hace en octubre.

## Economía
Los principales cultivos son los propios de secano como el trigo, la cebada y las patatas. En cuanto a la ganadería, destacan los rebaños de ganado bovino.